# Google News Archive
Google News Archive è un'estensione di Google News (servizio online di aggregazione di notizie edito da Google) che fornisce accesso gratuito agli archivi digitalizzati di giornali e link ad altri archivi di giornali sul web, sia gratuiti che a pagamento.
Alcuni degli archivi di notizie risalgono al XVIII secolo. È disponibile una visualizzazione della sequenza temporale per selezionare le notizie di diversi anni.

## Storia
Google News Archive è stato attivato il 6 giugno 2006, dopo che Google ha acquisito PaperofRecord.com, originariamente creato da Robert J. Huggins e dal suo team di Cold North Wind, Inc. L'acquisizione non è stata annunciata pubblicamente da Cold North Wind fino al 2008.
Sebbene il servizio inizialmente fornisse un semplice indice di altre pagine web, l'8 settembre 2008 Google News iniziò a offrire contenuti indicizzati da giornali scansionati. La profondità della copertura cronologica varia. Dal 2008 è disponibile l'intero contenuto del New York Times fin dalla sua fondazione nel 1851.
Nel 2011, Google ha annunciato che non avrebbe più aggiunto contenuti al progetto di archiviazione. Il 14 agosto 2011, senza preavviso, Google ha reso non disponibile la home page di News Archives. A quanto pare, il servizio si è fuso con Google News. Carly Carlioi, giornalista del Boston Phoenix, ha ipotizzato che Google abbia interrotto il progetto perché lo trovava più difficile del previsto, poiché i giornali erano più difficili da indicizzare dei libri a causa delle complessità del layout. Un'altra causa potrebbe essere stata che il progetto ha attirato un pubblico inferiore al previsto.
Sebbene i giornali archiviati siano ancora disponibili per la consultazione, la ricerca per parola chiave non è completamente funzionale. Il 16 dicembre 2013, un dipendente di Google News Stacie Chan ha scritto nei forum dei prodotti Google che Google News sta "apportando un rinnovamento molto necessario alla nostra funzione di ricerca nell'archivio di notizie" e che l'accesso alle notizie archiviate sarebbe stato limitato per diversi mesi mentre "questo nuovo sistema "è in costruzione. Ciò è stato ribadito il 22 maggio e il 30 luglio 2014, quando Chan ha scritto che Google sta ancora "lavorando sugli archivi per fornire una migliore esperienza utente", ed "è in lavorazione", e di nuovo a dicembre 18, 2014, quando Chan ha scritto che Google "sta attualmente lavorando per creare una migliore esperienza sugli archivi dei giornali che dovrebbero essere disponibili nel prossimo futuro."
Alcuni documenti precedentemente inclusi nell'archivio delle notizie sono stati rimossi a causa di problemi di copyright. Ad esempio, gli archivi del Milwaukee Journal Sentinel sono scomparsi il 16 agosto 2016, a causa di un contratto tra il proprietario del giornale, la Gannett Company e NewsBank.